# Castell de Howth
El castell de Howth es troba a les proximitats del poble de Howth, al comtat de Fingal a Irlanda. És la llar ancestral de la dinastia St. Lawrence, que va acabar l'any 1909 amb la mort de l'últim membre de la família.

## Història
Des de l'any 1180, els membres de la família St. Lawrence han estat lords de Howth. El castell de Howth ha estat en el lloc actual per més de set segles. L'original, una mera estructura de fusta es trobava a Tower Hill, amb vista a Balscadden Bay. L'actual castell no és l'original, sinó que es tractar d'una remodelació duta a terme per l'arquitecte anglès Edwin Lutyens.

### Llegenda
Una llegenda popular sobre el castell de Howth narra un incident que aparentment va ocórrer l'any 1576. La pirata Gráinne O'Malley va anar a fer una visita de cortesia al 8è Baron Howth, no obstant això se li va denegar l'accés a causa d'un sopar en curs. En represàlia, va segrestar al 10è Baron Howth, net i futur hereu al títol. Amb el temps va ser posat en llibertat gràcies a la promesa que les portes del castell es mantindrien obertes davant futurs visitants inesperats. En honor del Baró, els descendents d'aquest l'han mantingut fins avui en dia.